# غواصة يو-109
كانت الغواصة يو-109 واحدة من 329 غواصة خدمت في البحرية الإمبراطورية الألمانية خلال الحرب العالمية الأولى.